# Хруцкий, Константин Викентьевич
Константин Викентьевич Хруцкий (рус. дореф. Константинъ Викентьевичъ Хруцкій; 11 марта 1855, деревня Корочин, ныне — Слонимский район Гродненской области — 14 февраля 1969, Новороссийск, СССР) — военнослужащий, авантюрист, выдававший себя за последнего участника русско-турецкой войны 1877—1878 годов, участника обороны Шипки, кавалера Георгиевского креста, также якобы принимавшего участие в Первой мировой войне.

## Официальная биография
Родился в белорусском селе, в многодетной семье. Сбежал из дома, так как хотел учиться, а отец был против. В вагоне поезда познакомился с пожилой женщиной, которой приглянулся смышлёный юноша и, она устроила его в Вильно к своей знакомой — пожилой католичке, занимавшейся воспитанием беспризорных детей. Окончил трёхлетнее начальное училище, пел в местной хоровой капелле. В 1873 году поступил в учительскую семинарию в Молодечно.
В 1875 году был призван на военную службу, служил в лейб-гвардии Преображенском полку. В 1877 году принимал участие в русско-турецкой войне, отличился в боях за Шипку и Плевну, был награждён двумя Георгиевскими крестами.
После окончания службы вернулся в Молодечно, где продолжил учёбу в учительской семинарии, которую окончил в июне 1885 года. Работал учителем более тридцати лет. В 1915 году в ходе Первой мировой войны уехал из Гродненской губернии, где жил и работал, в Москву. Работал служащим в различных учреждениях, примкнул к революционному движению. После февральской революции входил в состав отрядов «самоохраны», арестовывая бывших городовых и жандармов. Чтобы избежать голода, решил переехать в Барнаул. Путешествие заняло полтора года, в течение которых Хруцкий неоднократно оказывался на краю гибели, что привело к тому, что он, после установления советской власти по всей стране, стал инвалидом первой группы. Врачи порекомендовали уже пожилому человеку переехать на юг.
В 1923 году Хруцкий с семьёй переехал в Новороссийск, где местный климат заметно повлиял на здоровье Константина Викентьевича в лучшую сторону. Он устроился приёмщиком камня, а позже электромотористом на цементный завод «Пролетарий», где проработал до начала Великой Отечественной войны.
Из-за пожилого возраста эвакуировать семью Хруцких не стали. В ходе немецкой оккупации Хруцкие жили в Крыму, в районе Джанкоя, где расселили часть новороссийских беженцев, а в 1944 году вернулись в разрушенный Новороссийск. Своими руками Константин Викентьевич построил полуподвал на месте своего разрушенного дома, где прожил ещё почти десять лет.

## Известность
В начале 1950-х годов жизнь Хруцкого изменилась. В газетах появились статьи о подвигах участника русско-турецкой войны. В 1955 году по инициативе Всеславянского комитета Хруцкий был награждён медалью «За боевые заслуги», а затем и болгарской наградой — орденом Димитрова. В сентябре того же года Константин Викентьевич посетил Болгарию по приглашению Всенародного комитета болгаро-советской дружбы, где ему оказали приём на государственном уровне, он стал фактически национальным героем, и получил в подарок специально сшитую униформу болгарского ополченца, в которой позднее часто фотографировался.
Ещё почти полтора десятка лет из Болгарии в Новороссийск шли письма и посылки, и бандероли с подарками. В 1960 году он вторично посетил Болгарию. А после смерти Константина Викентьевича в 1969 году в болгарских газетах были опубликованы соболезнования Тодора Живкова вдове Хруцкого — Вере Лукиничне.

## Альтернативные версии
Однако никаких документальных подтверждений обстоятельств биографии Константина Викентьевича Хруцкого не сохранилось. Практически все сведения основываются на его автобиографии. Не сохранилось и вещественных подтверждений участия Хруцкого в русско-турецкой войне. Георгиевский крест, который постоянно носил Константин Викентьевич, в руки специалистам не попал, его номер остался неизвестным.
По воспоминаниям бывшего директора новороссийского городского музея А. В. Дмитриева, однажды ему передали часы, которыми, согласно сопроводительной записке, был награждён В. К. Хруцкий за переправу через Дунай под перекрёстным огнём турок 15 июня 1877 года. Однако часы оказались изготовлены в советское время.
Да и детальная и подробная, благодаря очень хорошей памяти Хруцкого, автобиография при изучении оказалась полной исторических ошибок. Так, в его автобиографии от 12 декабря 1954 года содержится информация о том, что он боевое крещение принял во время освобождения Варны, хотя в Варну русские войска вошли уже после окончания войны. Да и в ходе дальнейших боевых действий, если верить автобиографии, Хруцкий оказывался на самых разных участках фронта независимо от реальной хронологии и реального боевого пути Преображенского полка. В более поздней автобиографии от 28 марта 1957 тоже хватает исторических несоответствий.
На пионерском слёте в Ставрополе в августе 1955 года Хруцкий рассказывал, а репортёр местной газеты «Ставропольская правда» записывал его воспоминания о боевых действиях:

Я вспоминаю, как трудно было форсировать Дунай. На лодках, плотах, а то и просто вплавь, под непрерывным огнём турок мы переправлялись на противоположный берег реки. Завязались тяжелые бои в горах. Я был в чине старшего унтер-офицера. Со своими солдатами обошёл высоту и ворвался в тыл врага. За смелые действия при переправе через Дунай награждён часами".
Только Преображенский полк, вышедший в поход из столицы лишь 28 августа 1877 года, никак не мог форсировать Дунай у Зимницы 15 июня. Не участвовал полк ни в освобождении Плевны, ни в обороне Шипки, за которые Хруцкий якобы получил по Георгиевскому кресту.
Обилие белых пятен и неточностей в биографии привело к тому, что усомнившись в истории, описанной только самим участником событий, новороссийские музейные работники убрали информацию о Константине Викентьевиче из экспозиции.
Более поздние исследования показали, что в «Списке нижним чинам Лейб-гвардии Преображенского полка, удостоившимся получить знаки отличия Военного ордена в течение войны с турками в 1877—1878 гг.» из четвёртого тома «Истории Лейб-гвардии Преображенского полка», ни Хруцкого К. В,. ни какого-либо другого Хруцкого нет.
Существует несколько версий объяснения случившегося, например, что Константин воспользовался частью боевой биографии своего старшего брата Осипа, расстрелянного нацистами в годы войны за связь с партизанами. Или просто придумал себе биографию в ходе восстановления документов после окончания Великой Отечественной войны, когда сведения зачастую записывались со слов.
По ещё одной из версий Хруцкий был вовсе не гвардейцем, а добровольцем и членом болгарского ополчения, но документов об этом также пока не найдено.

## Награды
Приведены только документально подтверждённые награды:
- орден «Знак Почёта» (25.01.1965)
- медаль «40 лет Вооружённых сил СССР».
- орден Георгия Димитрова (Болгария)